# Edwidge Danticat
Edwige Danticat (Port-au-Prince, 19 gennaio 1969) è una scrittrice haitiana naturalizzata statunitense.

## Biografia
Danticat nasce a Port-au-Prince. Quando i genitori emigrano a New York, Edwige e il fratello Eliab restano ad Haiti dagli zii. A 12 anni Danticat raggiunge i genitori a Brooklyn in un quartiere abitato da haitiani. Due anni dopo pubblica il primo testo in inglese "A Haitian-American Christmas: Cremace and Creole Theatre," nella New Youth Connections, una rivista cittadina scritta da adolescenti. Dopo una laurea in Letteratura francese, al Barnard College di New York, ottiene un Master in Scrittura Creativa alla Brown University nel 1993.

## Carriera
Dopo aver terminato gli studi universitari, Danticat ha insegnato scrittura creativa alla New York University e all'University of Miami. Ha inoltre collaborato con cineasti tra cui Patricia Benoit et Jonathan Demme, a progetti sull'arte haitiana e documentari su Haiti. Nel 2009, ha partecipato al documentario Poto Mitan: Haitian Women Pillars of the Global Economy. Un film sull'impatto della globalizzazione sulla vita di donne di diverse generazioni. http://www.potomitan.net
I suoi racconti sono stati pubblicati in numerose riviste ed antologie e i suoi testi sono stati tradotti in numerose lingue tra cui il francese, koreano, tedesco, italiano, spagnolo e svedese.

## Opere
- Breath, Eyes, Memory (young adult novel, 1994)
- Krik? Krak! (stories, 1996)
- The Farming of Bones (novel, 1998)
- Behind the Mountains (young adult novel, 2002, part of the First Person Fiction series)
- After the Dance: A Walk Through Carnival in Jacmel, Haiti (travel book, 2002)
- The Dew Breaker (novel-in-stories, 2004)
- Anacaona: Golden Flower, Haiti, 1490 (young adult novel, 2005, part of The Royal Diaries series)
- Brother, I'm Dying (memoir/social criticism, 2007)
- The Butterfly's Way (anthology editor)
- Create Dangerously: The Immigrant Artist at Work (essay collection, 2010)
- Haiti Noir (anthology editor, 2011)
- Best American Essays, 2011 (anthology editor, October 2011)
- Edwidge Danticat, The Book of the Dead, in The New Yorker, 21 giugno 1999,  p. 194.
- Edwidge Danticat, Ghosts, in The New Yorker, vol. 84, n. 38, 24 novembre 2008,  pp. 108-113. URL consultato il 16 aprile 2009.

## Opere tradotte in italiano
- "Oltre le montagne" (2010), Incontri Editrice
- "Fratello, sto morendo" (2008), Piemme
- "La fattoria delle ossa" (2005), Piemme
- "Krik? Krak!" (1996), Dalai Editore
- "Parla con la mia stessa voce" (1995), Dalai Editore

## Premi
- 1994 Fiction Award The Caribbean Writer
- 1995 Woman of Achievement Award, Barnard College
- Pushcart Short Story Prize per "Between the Pool and the Gardenias"
- National Book Award nomina per Krik? Krak!
- 1996 Best Young American Novelists per Breath, Eyes, Memory da GRANTA
- Lila-Wallace-Reader's Digest Grant
- 1999 American Book Awards per The Farming of the Bones
- 1999 Premio Flaiano per la narrativa
- 1999 Premio Super Flaiano per The Farming of the Bones
- 2004 e 2019 Premio The Story per Il profumo della rugiada all'alba  e per La vita dentro
- 2007 National Book Award nomina per Brother, I'm Dying
- 2007 The National Book Critics Circle Award per Brother, I'm Dying
- 2008 Dayton Literary Peace Prize per Brother, I'm Dying
- 2009 MacArthur Fellows Program Genius grant
- 2018 Neustadt International Prize for Literature
- 2023 Premio PEN/Malamud alla carriera[1]